# Richard Hübers
Pour les articles homonymes, voir Hübers.
Richard Hübers, né le 10 février 1993, est un escrimeur allemand pratiquant le sabre.

## Palmarès

### Championnats d'Europe
- 2018 à Novi Sad (Serbie)
  -  Médaille de bronze en sabre par équipes
- 2015 à Montreux (Suisse)
  -  Médaille d'or en sabre par équipes
- 2014 à Strasbourg (France)
  -  Médaille de bronze en sabre par équipes

### Jeux européens
- 2015 à Bakou (Azerbaïdjan)
  -  Médaille de bronze en sabre par équipes